# Carl Friedrich Goerdeler
Carl Friedrich Goerdeler (31. juli 1884 – 2. februar 1945) var en tysk jurist og nationalkonservativ politiker. Han tilhørte en af de førende grupper i den tyske modstand mod nazismen og skulle efter 20. juli-attentatet efter planerne have overtaget rigskanslerembedet.
Goerdeler kom fra en prøjsisk embedsmandsfamilie. Fra 1911 var han kommunalpolitiker, og fra 1930 til 1937 var han Leipzigs overborgmester og var desuden flere gange på tale som rigskansler.
Han så i begyndelsen positivt på den nazistiske magtovertagelse, men på grund af sit konservative livssyn var han imod medlemskab af NSDAP, og han udviklede sig frem til 1936 til en overbevist modstander af regimet. Da mindesmærket i Leipzig for den jødiske komponist Felix Mendelssohn Bartholdy i november 1936 blev ødelagt, trådte Goerdeler demonstrativt tilbage fra overborgmesterposten. I de følgende år rejste han rundt i Vesten for at advare mod nazismen.
Ved begyndelsen af 2. verdenskrig dannedes omkring Goerdeler en gruppe af civile modstandsfolk, der ønskede at bringe det nazistiske overherredømme til fald. Denne såkaldte "Goerdeler gruppe" ("Goerdeler Kreis") udgjorde et åndeligt center for oppositionen mod Hitler og havde talrige kontakter med andre modstandsgrupper, ikke mindst den militære omkring Ludwig Beck. Efter sammenbruddet af 20. juli-attentatet blev Goerdeler dømt til døden af den såkaldte Folkedomstol og den 2. februar 1945 henrettet i Berlin-Plötzensee fængslet.